# ميليسا كولمان
ميليسا كولمان (بالإنجليزية: Melissa Coleman)‏ هي صحفية وكاتبة العمود أمريكية، ولدت في 1969.